# Hans von Poncet
Hans Karl Franz von Poncet (* 28. April 1899 in Gleiwitz, Kreis Tost-Gleiwitz, Provinz Schlesien; † 23. November 1983 in Murnau-Westried) war ein deutscher Offizier, zuletzt Oberst der Wehrmacht und letzter Kampfkommandant von Leipzig.

## Leben
Hans von Poncet wurde als Sohn des niederschlesischen Gutsbesitzers und Rittmeisters a. D. Hans Franz Karl von Poncet (1866–1919) und der Melanie von Rudno-Rudziński (* 1869), aus Liptin, geboren. Der Großvater mütterlicherseits war der  k. u. k. Major a. D. Alfred von Rudno-Rudziński-Liptin (1836–1895), deren Frau Piry Marissy de Markus et. Batizfalva (1838–1907) aus Ungarn kam. Die Familie von Poncet wiederum besaß das Gut Konradswaldau und stammte vermutlich von den Hugenotten ab. 1911 ging Hans an die Liegnitzer Ritterakademie, 1916 meldete er sich beim Brandenburgischen Jäger-Bataillon Nr. 3 als Freiwilliger für den Ersten Weltkrieg. Ein Jahr später ging er als Fahnenjunker an die Westfront, u. a. nahm er an der Schlacht von Cambrai teil. Nach dem Besuch der Offiziersschule wurde er 1918 zum Leutnant befördert, erneut an der Westfront wurde er als Kompaniechef eingesetzt.
Nach dem Ausscheiden aus dem Militärdienst 1919 nahm Poncet ein Studium der Land- und Forstwissenschaften an der Universität Göttingen auf. 1921 trat er dem Freikorps Selbstschutz Oberschlesien bei und nahm am Sturm auf den Annaberg teil. Nach dem Abschluss des Studiums übernahm er das Gut seines früh verstorbenen Vaters. In Heyersdorf heiratete er 1926 Marie Luise von Harnier (1904–1998). Aus der Ehe gingen vier Kinder hervor, zwei Mädchen und zwei Jungen, die alle in Konradswaldau geboren wurden. Marie Luise ist die Tochter der Gutsbesitzerin Sibylle Freiin von Schlichting zu Babolin (Kreis Hohensalza) und des Ludwig von Harnier.

### Militärische Karriere in der NS-Zeit bis Anfang April 1945
1934 trat Hans von Poncet als Hauptmann der Wehrmacht bei, ein Jahr später wurde er Kompaniechef im II. Bataillon des 7. Preußischen Infanterie-Regiments der Reichswehr in Hirschberg im Riesengebirge. 1938 wurde er nach Graz versetzt, dort übernahm er eine Kompanie des Gebirgsjäger-Regiments 138 der 3. Gebirgs-Division der Wehrmacht, die gleich nach Beginn des Zweiten Weltkriegs aktiv am Geschehen teilnahm. Anfang Februar 1940 wurde von Poncet zum Major befördert. Im gleichen Jahr nahm er als Führer von 400 eingeschifften Gebirgsjägern in der Kriegsschiffgruppe 5 mit dem Ziel der Invasion Norwegens vor Oslo bei dem Unternehmen Weserübung teil. 1940/1941 war er Kommandant in der 163. Infanterie-Division des Wach- und späteren Schützen-Bataillons Oslo. Im Jahr 1942 wurde von Poncet zum Oberstleutnant befördert und Bataillonskommandeur in der 4. Gebirgs-Division. 1943 wurde er Oberst und Kommandeur des Grenadier-Regiments 353 bzw. 358 bei der 205. Infanterie-Division. Nach seinen Berufungen an die Ostfront sollte von Poncet Ende September 1944 in Italien das Gebirgsjäger-Regiment 257 bei der 157. Gebirgs-Division übernehmen, diese Entscheidung wurde allerdings vermutlich aufgrund seiner fehlenden Ortskenntnis kurz darauf zurückgezogen. Der für ihn zuständige Wehrkreis XVIII in Salzburg betraute ihn im November 1944 mit der Führung des Jäger-Regiments 229 bei der 101. Jäger-Division. Ende 1944/Anfang 1945 erkrankte er, von Poncet wurde in die Führerreserve des Oberkommandos des Heeres versetzt.

### Kampfkommandant in Leipzig
Vermutlich zur Genesung im mitteldeutschen Raum verbringend, übernahm von Poncet entsprechend des Führerbefehls Nr. 11 in den letzten Kriegswochen am 10. April 1945 aufgrund seiner diversen Fronterfahrungen die Nachfolge des 1943 zunächst als Stadt- und später als Kampfkommandanten eingesetzten Infanterie-Generals Hans von Ziegesar, der die erfolgreiche Verteidigung Leipzigs gegen das sich nähernde US-amerikanische V. Armeekorps als unrealistisch einschätzte. Von Poncet unterstanden damit innerhalb der 12. Armee unter Werner Kempf theoretisch 2.265 Männer aus acht Volkssturm-Bataillonen, 750 Infanteristen des Grenadier-Ersatz- und Ausbildungsbataillons 11 und des Bataillons z. b. V. (zur besonderen Verfügung) Leipzig, 400 Männer der Kraftfahr-Ersatz-Abteilung 4 sowie zur weiteren Unterstützung 400 Revierpolizisten und 3.000 an Waffen unausgebildete Männer der Feuerschutzpolizei. Bei seiner ersten Besprechung mit anderen Leipziger politischen und militärischen Größen kündigte von Poncet am 14. April u. a. Standgerichte für diejenigen Soldaten an, die sich seinen Anweisungen und Befehlen widersetzen würden. Nachweislich gab es in Leipzig mehrere Hinrichtungen nach Prozessen dieser Art unter von Poncet.
Von Poncets ursprünglicher Plan war, Leipzig durch drei Verteidigungslinien zu schützen. Der Leipziger Polizeipräsident, SS-Brigadeführer und Generalmajor Wilhelm von Grolman verweigerte allerdings von Poncet seine Unterstützung, und die Leipziger Volkssturmführer Walther Dönicke und Paul Strobelt banden große Teile ihrer Truppen zu ihrer persönlichen Sicherheit im Neuen Rathaus. Ein Großteil der Infanteristen der beiden Militärbataillone wurden bereits am 17. April von ihren unmittelbaren Vorgesetzten aus ihrem Dienst entlassen. Noch bevor die 2. und 169. US-Infanterie-Division am 18. April 1945 in Leipzig einmarschierten, verschanzte sich Poncet mit etwa 150 bis 200 Wehrmachtssoldaten, Volkssturm- und Hitlerjugend-Angehörigen im bomben- und granatensicheren Völkerschlachtdenkmal (andere Quellen geben bis 300 Männer an). Dabei verteidigte sich von Poncet mit seinen Männern nicht nur selbst, sondern griff auch aktiv einmarschierende US-amerikanische Truppen an. Der Polizeipräsident von Grolman bot den US-Amerikanern die Übergabe der Stadt an, der Kommandeur der 2. US-Infanterie-Division Major General Walter M. Robertson wollte allerdings, dass sich auch von Poncet mit seinen Männern ergeben solle. Das lehnte dieser bei einem Telefonat mit von Grolman ab. Am 19. April nahm die US-Armee das Neue Rathaus ein, die Gefechte am Völkerschlachtdenkmal mit teilweise schwerem Geschütz gingen weiter. Dabei wurden im Völkerschlachtdenkmal auch mehrere US-Soldaten gefangen genommen. Mehrere Übergabeverhandlungen vor allem mit dem späteren Historiker Hans L.Trefousse scheiterten zunächst. Trefousse argumentierte u. a. mit Heinrich von Kleists Drama Prinz Friedrich von Homburg, in dem der Hauptakteur eine Schlacht gewinnt, indem er Befehlen von oben zuwider handelt. An Adolf Hitlers letztem Geburtstag, dem 20. April 1945 um etwa 2 Uhr nachts, ergab sich die Besatzung des Denkmals. Fünf bis zehn US-Amerikaner starben bei den Kämpfen, die Schäden am Völkerschlachtdenkmal im Rahmen der letzten Kriegshandlungen in Leipzig wurden mit etwa 1,5 Millionen Reichsmark beziffert.
Die Soldaten und Volkssturmmänner aus dem Denkmal wurden in die Kriegsgefangenenlager Bad Kreuznach und Sinzig bei Remagen verbracht, die Hitlerjungen nach Hause geschickt. Auf Ehrenwort von Trefousse erhielten die sonstigen Offiziere einen 48-stündigen Heimaturlaub und kamen danach bis auf einen Nicht-Rückkehrer in Gefangenschaft, von Poncet kam entsprechend der vorherigen Vereinbarungen nach der Kapitulation zunächst ohne Bedingungen mit seiner Dienstwaffe frei.

### Leben nach dem Zweiten Weltkrieg
Von Poncet versuchte anschließend, sich zu seiner mittlerweile in Oberbayern lebenden Familie durchzuschlagen. Zwei Mal wurde er unterwegs festgenommen, konnte aber jedes Mal fliehen. Nach einer dritten Gefangennahme wurde er in ein Kriegsgefangenenlager bei Nürnberg gebracht, dort allerdings nach drei Monaten wieder entlassen. Wieder zu Haus, verdingte er sich die nächsten Jahre als Landarbeiter, bevor er ab 1949 im Auftrag des Freistaates Bayern Waldbestände aufnahm und kartierte. 1951 wanderte von Poncet mit seiner Familie nach Südafrika aus. In der Provinz Oranje-Freistaat arbeitete er zunächst auf Farmen, nach dem Verkauf einer Amati-Geige vermutlich aus Familienbesitz kaufte er für sich und seine Familie eine eigene Farm bei Heilbron. Mitte der 1950er Jahre kehrte von Poncet sicher vor Entnazifierungsmaßnahmen mit seiner Ehefrau wieder nach Deutschland zurück, sie ließen sich im bayerischen Murnau-Westried nieder. Informationen über das weitere Leben von Poncets, der zeitlebens eine Pension für seine Militärangehörigkeit erhielt, sind nicht bekannt. Marie Luise von Poncet lebte in den 1990er Jahren in Südafrika.

## Militärische Auszeichnungen (Auswahl)
- 1918, 1939: Eisernes Kreuz II. Klasse
- 1918, 1940: Eisernes Kreuz I. Klasse
- 1944: Deutsches Kreuz in Gold
- 1944: Ritterkreuz des Eisernen Kreuzes

## Rezeption
Der Historiker und Autor Gerhard Steinicke beschrieb die Vorkommnisse am Völkerschlachtdenkmal als "eigenartigen Endkampf", bei dem letztendlich von Poncet als einzige beteiligte Person aus dem Völkerschlachtdenkmal nach den Verhandlungen mit den US-Amerikanern nicht als Kriegsgefangener behandelt und somit freigelassen wurde.
Hans von Poncet ging in die Geschichte der letzten Wochen des Zweiten Weltkriegs in Mitteldeutschland als Beispiel dafür ein, von deutscher Seite aus das Ende des Krieges symbolisch (in diesem Fall mit dem Nationaldenkmal Völkerschlachtdenkmal), ohne Aussicht auf Erfolg und unter Gefährdung weiterer Menschenleben unnötig in die Länge zu ziehen. 
Der Schriftsteller Erich Loest nahm von Poncet – ohne ihn konkret beim Namen zu nennen, er bezeichnete ihn nur als "Ritterkreuzträger" – als Figur in seinen Roman Völkerschlachtdenkmal mit auf.

## Genealogie
- Gothaisches Genealogisches Taschenbuch der Briefadeligen Häuser 1914. Achter Jahrgang, Justus Perthes, Gotha 1913, S. 720 f.
- Gothaisches Genealogisches Taschenbuch der Adeligen Häuser. Zugleich Adelsmatrikel der Deutschen Adelsgenossenschaft. Teil B (Briefadel) 1942. Vierunddreißigster Jahrgang, Justus Perthes, Gotha 1941, S. 387–391.
- Hans Friedrich von Ehrenkrook, Friedrich Wilhelm Euler, Walter von Hueck, u. a.: Genealogisches Handbuch der Adeligen Häuser. B (Briefadel). 1965. Band VII, Band 36 der Gesamtreihe GHdA, Hrsg. Deutsches Adelsarchiv, C. A. Starke, Limburg an der Lahn 1965.